# Accents français régionaux du Canada
Les accents français régionaux du Canada sont les différentes variétés de prononciation de la langue française parlées dans les régions francophones du Canada. Ces accents se sont développés au fil des siècles depuis la colonisation française de l'Amérique du Nord au XVIIe siècle, sous l'influence de divers facteurs historiques, géographiques et socioculturels.
Ces accents présentent des variations phonétiques, prosodiques et lexicales qui les distinguent non seulement du français standard européen, mais aussi les uns des autres. Ils constituent un élément important de l'identité culturelle des communautés francophones du Canada et font l'objet d'études linguistiques approfondies.
Le Canada francophone compte une trentaine d'accents régionaux,. Le nombre exact est toujours débattu. Ces accents principaux peuvent aussi avoir des sous-accents.

## Alberta et Saskatchewan

### Prairien
Le français n'a jamais été une langue d'importance en Alberta ou en Saskatchewan, car il n'y a jamais eu d'épisode de colonisation francophone ici. Malgré cela, il existe une population d'environ 40 000 Fransaskois et Franco-Albertains qui portent un accent prairien. Ces gens descendent principalement d'immigrants européens et canadiens français qui ont colonisé l'ouest durant les années 1800 et 1900. C'est avec le temps, l'isolation, et le mélange de caractéristiques européens et américains que le français prairien émergea.
Le français prairien possède quatre sous-accents. Ces sous-accents sont ceux de Rivière-la-Paix (porté à Rivière-la-Paix, Saint-Isidore, Donnelly, Falher, Girouxville, etc.), Edmonton (porté à Edmonton, Beaumont, Legal, Morinville, etc.), Alberta-Est-Saskatchewan-Nord (ex. Bonnyville, Saint-Paul), et du Sud Saskatchewanais (ex. Gravelbourg, Ponteix). Le français prairien est fortement affecté par les hauts taux d'assimilation et d'immigration dans ses provinces,.
| Locuteurs        | 40 000 |
| Caractéristiques | Les "r" prononcés de façon différente, voyelles raccourcies chez les verbes |
| Glossaire        | - canté= se coucher - criard=klaxon - cotteur=bord de route - afin d’être=afin d’expliquer un peu - forcaille=il fallait |
| Phrases          | - Quelqu’un à fait de moé un gros buotte prime en’m forçant tourniquetter (quelqu’un m’a fait lever du pied gauche en me faisant sauter du lit) - D’abord, afin d’être, pas loin à deux coins (D’abord, pour expliquer un peu… pas loin de chez moi… ) |
| Exemplaires      | Claudette Tardif- sénatrice |

## Manitoba

### Franco-Manitobain/ Manitobain
Le français au Manitoba peut retracer ses origines à 1738. À cette date, l'explorateur La Vérendrye arriva du Canada avec son groupe de traiteurs et voyageurs à Saint-Boniface. Certains de ces Canadiens français s'y sont installés de façon permanente et se sont métissés avec la population autochtone locale, créant des descendants métis francophones. Ces descendants développèrent une identité partagée forte et ont formé la Colonie de la rivière Rouge (le précurseur de l'État manitobain). Au début des années 1800, une pluralité des habitants avaient le français comme langue maternelle. Le français avait tant d'influence qu'une langue mixte, le métchif, émergea. Mais, vers la fin des 1800, le Manitoba vécut une forte immigration anglophone. À cause de la perte du poids démographique des francophones et des mouvements anti francophones par les Anglais, le français fut dérobé de son statut officiel. Par la suite, plusieurs francophones se sont assimilés à l'anglais.
Au 21e siècle, malgré tout, le français manitobain vit encore et il est parlé par environ 40 000 personnes. Il existe quatre sous-accents : ceux de Saint-Boniface, La Rouge, La Seine, et La Montagne. Celui de Saint-Boniface porte certaines influences du français standard européen. Celui de La Rouge a plus d'influences métis. Certains Franco-Manitobains peuvent souffrir d'insécurité linguistique après leurs interactions avec des Québécois car leur accent n'est pas bien connu au Québec.
Exemplaires : Saint-Boniface

## Ontario
La majorité de la présence Franco-Ontarienne se retrouve à l’Est et au Nord-est de la province. Puisqu’ils partagent un ancêtre commun, les accents de ces régions ressemblent à celui du Nord-ouest québécois.

### Estontarien/ Est Ontarien

La région où est porté l'accent estontarien.

Au 19e siècle, certains Québécois sont déménagés dans l'Est Ontarien - pas loin de la frontière - y installant le français. Ils ne se sentaient pas séparés du Québec et eux et leurs descendants continuaient de vivre comme s'ils étaient au Québec. Ils ne sont venus qu'à constater qu'ils étaient une minorité vulnérable en 1912, lorsque le gouvernement ontarien passa le Règlement 17, une loi mise en vigueur pour assimiler la population grandissante de francophones (qui, en 1912, constituait 10 % des Ontariens). Les francophones de l'Est ontarien ne sont aussi venus qu'à se séparer psychologiquement des Québécois lors des années 1960 à cause de la naissance du nationalisme québécois et du mouvement souverainiste ; ces idéologies les excluent. Contrairement à ce qu'on voit souvent au Nouveau-Brunswick, les francophones d'ici n'ont pas une identité régionale forte.
Cet accent est porté dans tous l’Est ontarien, mais on peut principalement l'entendre dans les comtés unis de Prescott et Russell et dans le côté est d’Ottawa. On le trouve à Orléans, Vanier, Rockland, La Nation, Alfred, L'Orignal, Casselman, Cornwall, et Hawkesbury, parmi bien plus. L'accent de l'Est ontarien porte plusieurs influences de l'anglais.
Bien que l'accent estontarien soit porté par plus de 200 000 personnes et qu'il soit l'accent régional le plus populaire hors-Québec, il est peu connu par les Québécois.
| Locuteurs        | 200 000 |
| Caractéristiques | Fait des paroxytons |
| Glossaire        | - une traite= une gâterie - consistant=cohérent                                                                                             |
| Phrases          | - Ca regarde bien! (Les choses vont bien! ) - So, tu parles tu du char ou de la maison? (Alors, parles-tu de l'automobile ou de la maison?) |
| Exemplaires      | Hawkesbury, Orléans |

### Nord-Est

Cette région est parfois appelé le Nouvel-Ontario.

Durant la Grande Hémorragie, plusieurs Québécois à la recherche de terres et d'opportunités sont déménagés au Nord-Est de l'Ontario pour travailler dans les mines nouvellement ouvertes. L'accent qui a évolué depuis est retrouvé à Sudbury, Hearst, Kapuskasing, Cochrane, Timmins, Iroquois Falls, et Kirkland Lake, parmi d’autres.
| Locuteurs        | 50 000                                          |
| Caractéristiques |                                                 |
| Glossaire        | - truie=chaudière                               |
| Phrases          | - Il va recevoir son bleu (Il va être congédié) |
| Exemplaires      | Hearst, Sudbury                                 |

### Windsor
Vu la prépondérance écrasante de l’anglais au sud de l’Ontario, la présence de français à Windsor pourrait en surprendre plusieurs. En effet, le français d'ici date de loin : de la fondation de Détroit en 1701. Ses cousins les plus proches sont le français montréalais et le français du Pays des Illinois; en Nouvelle-France, Détroit était le point médian entre Montréal et le Pays des Illinois. L'accent de Windsor est maintenant en voie d’extinction à cause de l’assimilation de ses francophones à l'anglais ou au Québécois standard. On estime qu’il serait encore porté par quelques milliers de locuteurs. L’ancien Premier ministre Paul Martin portais cet accent.
Exemplaires : Paul Martin

## Québec
La présence du français au Québec date des années 1600 lorsque les premiers colons français se sont installés en Nouvelle-France, à Québec. Puisque ces colons provenaient en grande partie des provinces françaises de l’Ouest et du Nord, ils parlaient généralement leurs langues régionales de la famille des langues d'oïl (plus spécifiquement, le gallo, normand, picard, poitevin et saintongeais). Vu la nécessité de se comprendre, les colons ont « unifié leurs patois », ce qui veut dire qu'ils ont créé un nouveau français qui agissait comme langue véhiculaire et qui portais certaines caractéristiques des langues d'oïl. Ce français fut influencé par des langues algonquiennes puis il évolua sur les bases de la cour de France, du fait de l’arrivée des filles du Roy qui inculquaient le français du roy.
La conquête britannique de 1759 bouleversa l’évolution du français canadien en coupant les liens avec la France et en introduisant une forte influence anglaise. Puis, au fil des centenaires, à cause des grandes distances entre les francophones, du manque d’éducation et des différents modes de vie, plusieurs accents régionaux se sont éventuellement développés.
Depuis le 20e siècle, il y a une forte tendance vers l’homogénéisation à cause de nouvelles technologies qui réduisent l’isolation linguistique, comme la radio, la télévision, l’internet et les téléphones cellulaires. Les changements politiques et culturels qui ont eu lieu durant la révolution tranquille (ex. création du Québécois standard et de l’OQLF) ont aussi eu un impact puisqu’ils encouragent l’assimilation à un accent considéré « acrolecte » et l’abandon de traits considérés « basilectes » comme les calques de l’anglais,,.

### Québécois Standard
Le Québécois standard est un français artificiel d'origine québécoise créée durant le 20e siècle. Il est le français typiquement utilisé par des animateurs de radio, de nouvelles et d'émissions. Au fil du temps, plusieurs régions québécoises ont perdu leurs excentricités locales et se sont modelé un accent qui concorde avec le Québécois standard. Il est ainsi devenu aujourd'hui le deuxième accent le plus populaire au Canada, étant porté par 1,5 à 2 millions de personnes. Il prédomine en Outaouais et au Centre-du-Québec.

### Nord-ouest
Cet accent existe toujours dans certaines localités du Nord-ouest du Québec. Il est en train de s'affaiblir et de se faire remplacer par le Québécois standard. C'est pourquoi cet accent est souvent plus prononcé dans les petits villages que dans les villes. On le retrouve dans les environs de Rouyn-Noranda, Témiscaming, Abitibi et Val-d'Or, parmi d'autres localités du Nord-ouest québécois.
Exemplaires : Témiscaming

### Grand Montréal
L'accent des habitants du Grand Montréal est de loin l'accent régional le plus populaire au Canada puisqu'il est porté par plus de 3,5 millions de personnes.
Exemplaires : Infoman

### Laval-Montréal-Est
Cet accent urbain se fait entendre sur le côté est de l'île de Montréal ainsi que sur l'île de Laval. Il est porté par environ 600 000 locuteurs.
Exemplaires : Est de Montréal, Gilles Latulippe-humoriste, Personnages du film Mommy

### Mauricie
Porté à Shawinigan et dans les localités environnantes. L'ancien premier ministre Jean Chrétien portais cet accent. Il est porté par environ 150 000 personnes.
Exemplaires : Jean Chrétien

### Estrie
L’accent de l’Estrie a été influencé par l’anglais pendant plus de 200 ans, ainsi que par la présence d’Irlandais. Il s'affaiblit et pourrait se faire remplacer par le québécois standard dans les décennies à venir. Porté par 200 000 locuteurs. Il y a ici une tendance à nasaliser les voyelles avant un n.
Exemplaires : Sherbrooke

### Beauceron

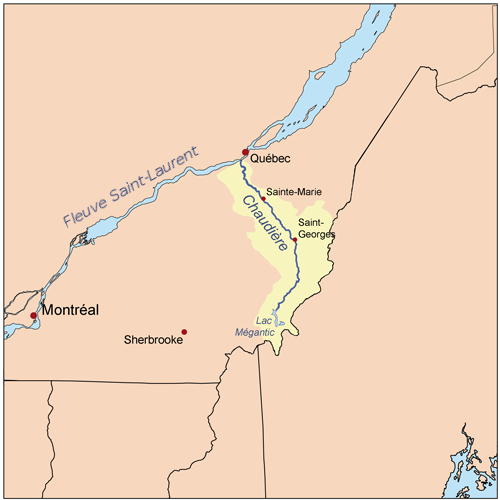
Localisation de la Beauce avec la rivière Chaudière qui la traverse.

L’accent parlé par les Beaucerons, les habitants de la région historique et culturelle de Beauce. La Beauce fut fondée en 1739, lorsque les anciennes seigneuries des années 1600 commençaient à déborder. L’accent commença à se développer peu après sa fondation puisque la Beauce était pas mal isolée - voyager à Québec prenait une semaine à cheval,.
| Locuteurs        | 200 000 |
| Caractéristiques | Utilisation du préfixe « dj » pour certains mots |
| Glossaire        | - Zibar=le fait d’être étonné - Bottes à douilles= bottes de pluie - Leu ben= salut bien - Tennis=espadrilles - Culturé=cultivé - Scèner=surveiller |
| Phrases          | - Y farme pas étanche (Quelqu’un qui manque de contenu, de substance) - Fait pas ta neuve (Fait pas ta princesse) - J’ai souef dans dgeule (J’ai soif pour boire de l’alcool) - J’ta veille de vêler (Je vais être malade) - Y manque un bardeau (Il n’a pas toute sa tête) |
| Exemplaires      | |

### Québec-Charlevoix
Cet accent est celui avec le plus d’influence politique et culturelle au Canada puisqu’il est utilisé abondamment dans l’administration gouvernementale du Québec (Québec est la capitale du Québec). Il a aussi joué un rôle prépondérant lors du développement du Québécois standard. Cet accent est parlé dans la région administrative Capitale-Nationale, à Lévis et sur la Côte-du-Sud.
| Locuteurs        | 500 000 |
| Caractéristiques | Voyelles plus courtes, les r sont alvéolaires, les mots en anglais sont prononcés avec un accent français plutôt qu’avec leurs sons anglais, des mots finissant en « et » se prononcent « eh », les « ei », « ê », ou « ai » sont prononcés « è » et non « eye » (ex. balène et arrète, non baleyene et arreyete), les r sont plus forts, les intonations de certains mots sont différents. |
| Glossaire        | Mami=grand-maman |
| Phrases          | |
| Exemplaires      | |

### Saguenay-Lac-Saint-Jean

Le Saguenay-Lac-Saint-Jean a environ 270000 habitants.

Parlé au Saguenay–Lac-Saint-Jean,.
| Locuteurs        | 250 000 |
| Caractéristiques | Voyelles allongées, les « r » à la fin des mots sont à peine ou pas prononcés |
| Glossaire        | - un coteur= une bordure de route - là là=interjection à la fin d’une phrase qui l’accentue - un bleuet=un habitant du Saguenay-Lac-Saint-Jean - un gigon=quelqu’un qui ne travaille pas et qui ne fait rien de bon - simple=niaiseux - à cause=pourquoi - saglac=Saguenay-Lac-Saint-Jean |
| Phrases          | - Cuttez-vous aller manger des sushis ce soir? (Êtes-vous partant pour aller manger des sushis ce soir?) - Arsou chez nous! (Viens chez nous!) |
| Exemplaires      | Éric Girard-député, Saguenay |

### Côte-Nord
Un accent porté à Sept-Îles, Baie-Comeau, et d’autres localités de la Côte-Nord. On y remarque que certains "g" se font remplacer par des "h".
Exemplaires : Côte-Nord

### Gaspésien
Parlé par les gaspésiens,. Il y a de nombreux sous-accents.
| Locuteurs        | 140 000 |
| Caractéristiques | |
| Glossaire        | - un barachois=une lagune - la male=le courrier - un grament=une chose - une froque=un manteau - malpatient=qui arrive au bout de sa patience - su=chez - some=tout un/un gros - hâler=tirer |
| Phrases          | - L’eau est en feu (Le soleil se couche et on voit profondément sous l’eau) - Y s’est hâvré chez un chum (Il s’est retiré chez un ami) - Y neige à plein temps (Il neige beaucoup) - M’a te slacker les dents (Je vais te péter la gueule) - C’est pas lui qui a inventé le blanc sur la crotte de poule (Il n’est pas très intelligent) - Aller à la wake (Se rendre au salon funéraire) |
| Exemplaires      | Radio Gaspésie |

### Île aux Coudres
Cet accent est porté exclusivement sur l’Île aux Coudres, une île qui se trouve à 200 km de Québec dans le fleuve Saint-Laurent. Cette île est habitée depuis 1720 et, jusqu’à l’ère moderne, isolait ses habitants des francophones continentaux chaque hiver. Un accent particulier s’y est ainsi développé. Aujourd’hui, l’accent est porté par moins de 1 000 locuteurs, il s'affaiblit chez les plus jeunes et il est en voie de disparition.
Exemplaires : Personne plus âgée, Personne plus jeune

### Îles de la Madeleine

Malgré sa petite population et superficie, l'archipel compte plusieurs accents.

Puisque les Îles de la Madeleine isolent leurs habitants des francophones du continent et des autres de l'archipel, la région a développé plusieurs accents. Puisque les Iles de la Madeleine n'ont qu'une population de 12 000, chaque accent n'est porté que par quelques milliers d'individus. Les accents comme tels portent des influences Amérindiennes, Basques, acadiennes et anglaises.

#### Havre-Aubert
L'accent d'Havre Aubert est porté par environ 2 000 personnes et se fait remarquer par ses « R » bien gras [ʀ].

#### Havre-Aux-Maisons
La parlure d'Havre-aux-Maisons, porté par 2 000 locuteurs, a des «R» qui deviennent des «Y» [ʝ] et des «OU» [w]. Il est possible que ce sois à cause d'une ferveur anti-royaliste dans la région de France d'où sont venus les habitants de ce village.

#### Villages Madelinots
Les autres villages sur les îles en dehors de Havre-Aubert et Havre-Aux-Maisons ont leur propre accent.

## Nouveau-Brunswick et Î.-P.-É.
Le français a apparu dans ces provinces avec les premiers Acadiens qui s’y sont établis. Une grande variété d’accents et de sous-accents existent au Nouveau-Brunswick.

### Brayon

Le comté de Madawaska et ses municipalités.

L’accent brayon est parlé par les Brayons, habitants de la région du Madawaska, au Nouveau-Brunswick. L’accent est aussi porté dans des villages québécois et de Maine qui ne sont pas loin de la frontière avec le Nouveau-Brunswick. Il est dit d'être le résultat d’influence et mélange entre des dialectes acadiens et québécois,,.
| Locuteurs        | 30 000 |
| Caractéristiques | Les « si » sont suivis de « rais », peut utiliser le je à la place de nous ou on (ex. je mangeons), les mots finissant en « oir » se prononcent /wɛʁ/, les mots écrits avec un a ou â sont prononcés avec le son /ɑ/ (ex. les mots tache et tâche sont prononcés de la même façon), les mots écrits avec un ai ou ê sont prononcés avec le son /ɛ/, la plupart des verbes commencant par re se prononcent r’ (ex. r’donner, r’noter), |
| Glossaire        | - brètter=prendre son temps - agousser=taquiner - artchul’toé=dégage de là - pépère ou mémère= grand-papa ou grand-maman - créature=femme - simpe=niaiseux - unième=première - hâler=tirer |
| Phrases          | - y sontaient à beciques= ils étaient à bicyclettes - pi, s’quand est-ce s’quon ersoud chenous = alors, c’est quand est-ce qu’on arrive chez nous - y’a pris l’champ avec son char neû = il a pris le champ avec son char neuf - y mouille à boére deboutte! = il mouille à boire debout! - Olé qu’c’est effrayable! (wow que c’est épeurant!)                                                                                        |
| Exemplaires      | Edmundston, École à Edmundston |

### Restigouche
Cet accent se retrouve dans la région Restigouche du Nord du Nouveau Brunswick. Il est parlé à Campbellton, Atholville, Balmoral, Dalhousie, Charlo, et Kedgwick, parmi d’autres. L'accent possède environ 30 000 locuteurs.
Exemplaires : Campbellton

### Chaleur/ Bathurst
Porté dans la région Chaleur qui s'étend de la limite est de Restigouche jusqu'à Grande-Anse, un village occidental de la péninsule acadienne. Il est porté à Bathurst et dans les villages environnants.

### Péninsule Acadienne

La Péninsule acadienne est située au Nord-Est du Nouveau-Brunswick.

Il y a une si grande diversité de sous-accents sur la péninsule acadienne que presque chaque ville ou village a le sien. Shippagan, Tracadie, Caraquet, Lamèque, Bas-Caraquet, Miscou, parmi d'autres, ont tous leur sous-accent et ceux-ci ont peu changé avec le temps. Cet accent serait porté par quelques dizaines de milliers de gens.
Exemplaires : Tracadie

### Sud-Est/ Kent
Porté à sur le long de la côte est du Nouveau-Brunswick, surtout dans le comté de Kent, entre Miramichi et Moncton. C’est aussi l’accent porté par les Acadiens de l’Île-du-Prince-Edouard. Il y a quelques sous-accents dans cette région. Il est porté par environ 30 000 personnes.
Exemplaires : Bouctouche, Miscouche

### Chiac
Cet accent qui est fortement influencé par l’anglais est bien connu à travers le Canada et n’y fait pas l’unanimité. Certains brandissent cet accent comme étant signe du déclin du français, tandis que d’autres la revendiquent. Selon certaines personnes, le fait que le chiac soit bien connu le rend une cible facile pour des intellectuels. Porté à Moncton, Dieppe, Shediac, Memramcook et Cap-Pelé, parmi d'autres.
| Locuteurs        | 60 000 |
| Caractéristiques | |
| Glossaire        | - Abrier=couvrir - Amarrer=attacher - Abric=abri |
| Phrases          | - « Ej vas tanker mon truck de soir pis ej va le driver. » (Je vais faire le plein de mon camion ce soir et je vais faire une promenade.) - « Espère-moi su'l'corner, j'traverse le chmin et j'viens right back. » (Attends moi au coin, je traverse la rue, je reviens bientôt.) - « Zeux ils pensont qu'y ownont le car. » (Eux, ils pensent que l'auto leur appartient.) |
| Exemplaires      | Cap-Pelé |

## Nouvelle-Écosse
Avant la Déportation des Acadiens, il y avait beaucoup d’Acadiens en Nouvelle-Écosse. Maintenant, il ne reste que quelques milliers d'Acadiens ici.

### Baie Sainte-Marie
La région est parfois appelée le « berceau de l’Acadie » car c’est non loin de là que Port-Royal, la première ville acadienne, se situait. L’accent comme tel a été isolé d’autres formes de français pendant des siècles. Il se parle autour de la Baie Sainte-Marie et dans le comté de Digby et Yarmouth,,.
| Locuteurs        | 10 000 |
| Caractéristiques | La négation « point » est plus souvent utilisé que « pas », L’utilisation fréquente du suffixe « -ont » à la fin de verbes à la 3e personne du pluriel (ex. ils avont, faisons ou allons à la place de ils ont, font ou vont), Utilisation du « je » à la première personne du pluriel (ex. j’allions, j’venons, j’avons), Le « ej » est parfois utilisé à la place de « je », utilisation de septante, huitante et nonante à Wedgeport et Pubnico, tendance à la majorité des voyelles de se diphtonguer. |
| Glossaire        | |
| Phrases          | |
| Exemplaires      | Clare, Clare |

### Cap-Breton
Le français au Cap-Breton date de la fondation de Louisbourg, lorsque le Cap-Breton était un territoire français appelé l’Île-Royale,. Cet accent est surtout retrouvé sur deux régions de l’île : la côte francophone du comté d'Inverness (plus spécifiquement les villages de Chéticamp, Saint-Joseph-du-Moine et Margaree) et l’Isle Madame (qui a une vingtaine de villages francophones, comme Port-Royal, Arichat, Petite-Anse, etc.). On estime que l’accent est parlé par environ 7 000 personnes.
Exemplaires : Chéticamp

## Terre-Neuve et Labrador

### Terre-Neuvien

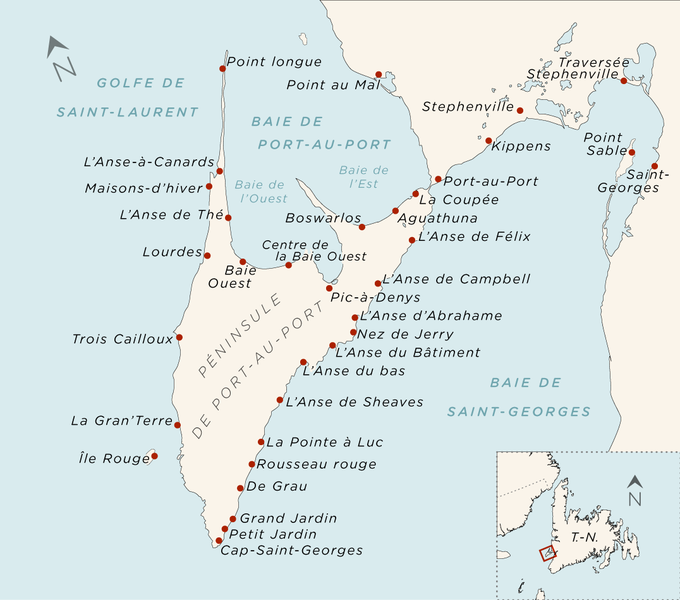
Détail de la péninsule de Port-au-Port sur l'Île de Terre-Neuve.

Les origines du français sur la Péninsule de Port-au-Port sont double. Suivant le traité de Paris de 1763, certains pêcheurs de la France -dont plusieurs bretons connaissant le français- ont commencé à vivre clandestinement sur Port-au-Port malgré l’interdiction d’habitations permanentes. Puis, durant le 19e siècle, des Acadiens des Îles-de-la-Madeleine et du Cap-Breton sont venus s’installer à Cap-Saint-Georges, Codroy et à Stephenville.
Durant le 20e siècle, le français terre-neuvien commença à disparaitre du à un contact accentué avec les anglophones et puisqu’il n’y avait pas de scolarisation en français disponible avant les années 1980.
Plusieurs croient que cet accent s'est maintenant éteint, mais d’autres croient encore que l’accent vit chez une poignée de Terre-Neuviens âgés,,.
| Locuteurs        | ? |
| Caractéristiques | Une présence abondante de mots anglais, des traces de breton, affrication ou palatisation du [k] et [g] (ex. tchinze à la place de quinze, ou djerre pour guerre), la première personne au singulier en «ons», un subjectif presque absent, puis, l’utilisation des formes septante, octante et nonante. |
| Glossaire        | - Amarrer=Attacher - Espérer=Attendre - Baille=Baignoire - Pique-à-Poque=Petit bateau de pêche |
| Phrases          | |
| Exemplaires      | Port-au-Port |